# Heaven’s Cry
Heaven’s Cry ist eine kanadische Progressive-Metal-Band aus Montreal, die Anfang der 1990er Jahre gegründet wurde.

## Geschichte
Die Band wurde Anfang der 1990er Jahre von Sänger und Gitarrist Pierre St-Jean und Sänger und Bassist Sylvain Auclair gegründet. Es folgten die ersten Auftritte, wobei die Band auch als Vorband für Bands wie Marillion und Saga spielte. Im Jahr 1995 erreichte die Band einen Vertrag mit dem kanadischen Label Hypnotic Records und nahm 1996 ihr Debütalbum Food for Thought Substitute auf. Das Album erschien in Japan noch im selben Jahr, während die Veröffentlichung in Europa und Kanada erst ein Jahr später erfolgte. Nach einigen Besetzungswechseln kamen Schlagzeuger René Lacharité und Gitarrist Éric Jarrin gegen Ende 2000 zur Band.
Im Oktober 2002 erschien das zweite Album Primal Power Addiction in Europa über das niederländische Label DVS Records. Danach folgte ein Auftritt auf dem niederländischen ProgPower Europe, gefolgt von einer Tour mit Threshold durch Belgien, Deutschland und Dänemark. Im März 2003 erschien das Album in Nordamerika. Außerdem spielte die Band in Kanada zusammen mit Anvil, Planet X, Arena und Nightwish bis ins Jahr 2004.
Danach folgte eine mehrjährige Pause, bis die Band in Montreal am 18. September 2011 wieder ihr erstes Konzert spielte, zusammen mit Katatonia. Die Band bestand nun aus Pierre St-Jean, Sylvain Auclair, Éric Jarrin und René Lacharité. Im September 2012 erschien das nächste Album Wheels of Impermanence über Prosthetic Records. Am 5. Oktober wird die Band erneut auf dem ProgPower Europe auftreten.

## Stil
Die Band spielt dynamischen Progressive Metal, der Anleihen aus Pop, Jazz und Funk bezieht.

## Diskografie
- 1993: Sampler (Demo, Eigenveröffentlichung)
- 1996: Food for Thought Substitute (Album, Hypnotic Records)
- 2002: Primal Power Addiction (Album, DVS Records)
- 2012: Wheels of Impermanence (Album, Prosthetic Records)